# Francesco Mura
Francesco Mura (Ghilarza, 20 settembre 1983) è un politico italiano.

## Biografia
Sindaco di Nughedu Santa Vittoria dal 2018 al 2023, è stato eletto nel 2019 consigliere regionale della Sardegna nella XVI legislatura per Fratelli d'Italia.
Alle elezioni politiche del 2022 viene eletto deputato nel collegio plurinominale Sardegna 1.